# Pseudo-Phokylides
Mit Pseudo-Phokylides bezeichnet man einen unbekannten, vermutlich jüdischen Spruchdichter, der etwa zwischen 50 v. Chr. und 50 n. Chr. ein langes griechisches Spruchgedicht verfasst (engl. The Sentences of Pseudo-Phocylides) und es unter den Namen des altehrwürdigen griechischen Dichters Phokylides von Milet (6. Jahrhundert v. Chr., Kleinasien) gestellt hat.

## Das PseudonymPhokylides
Bevorzugt wurden im ausgehenden Altertum berühmte Persönlichkeiten aus alter Zeit als Namensgeber für ein Pseudepigraph verwendet. Für die Wahl des Namens Phokylides lassen sich einleuchtende Gründe erschließen. Das Gedicht wurde so von vornherein als Sammlung von Weisheitssprüchen zur praktischen Lebensführung erkennbar; denn Phokylides war eben dafür berühmt. Und es bekam den Nimbus der verehrten alten Zeit, da Phokylides gleichzeitig mit dem ebenfalls berühmten Theognis und nur gut 100 Jahre nach Homer und Hesiod gelebt hatte.
Der Pseudo-Phokylides-Autor hat sein Pseudonym mit zwei Mitteln getarnt. Zum einen hatte Phokylides seine Sprüche, von denen lediglich 15 bis 16 erhalten sind, am Anfang mit seinem Namen gesiegelt: Auch dies von Phokylides … (Και τόδε Φωκυλιδεω). Ähnlich beginnt der Plagiator, wenn auch etwas hochtrabend, sein Gedicht: Diese Ratschläge … offenbart Phokylides, der Weiseste der Männer. Das zweite, wichtigere Mittel der Tarnung ist die antiquierende Sprache. Wie Phokylides dichtet er in Hexametern und im ionischen Dialekt, den alle Gebildeten aus der Ilias und der Odyssee kannten – und erkannten.
Gut 1500 Jahre lang glaubte man dieser Selbstvorstellung des Gedichtanfanges. Noch im 16. Jahrhundert wurde das Gedicht häufig abgedruckt und als altehrwürdige, zugleich gefällige und moralisch hochwertige Schullektüre geschätzt. Erst 1607 erkannte der Gelehrte Joseph Scaliger den sprachlichen Unterschied zu den kurzen Worten des Phokylides. Er schloss aus den Bibelanspielungen im Text, dass ein Jude oder ein Christ der Autor sein müsse. Damit verlor die gebildete Welt schlagartig das Interesse an dem Gedicht.

## Ein neuer Zugang zum Gedicht
Neues Interesse am Gedicht weckte 1856 der Altphilologe und orthodoxe Jude Jacob Bernays in dem bis heute nicht überholten Fachaufsatz Über das phokylideische Gedicht. Er beschrieb den geistigen Ort des Werkes im hellenistischen Judentum und arbeitete die biblischen und jüdischen Anteile des Gedichtes heraus. In den (vielen) seither erschienenen Untersuchungen und (wenigen) Kommentaren setzte sich die These vom jüdischen Autor mehr und mehr durch. Sie ist inzwischen aus der Forschung, die sich mit hellenistisch-jüdischer Weisheit, der Beziehung altjüdischer und griechischer Bildung und frühjüdischer Jugendunterweisung beschäftigt, nicht mehr wegzudenken.

## Textbestand und Eigenart
Die handschriftliche Überlieferung des Gedichtes bietet 219 vermutlich originale Verse (= Zeilen), die heute mit späteren Zufügungen und Duplikaten als Nr. 1–230 gezählt werden.

### Zum literarischen Charakter
Das Gedicht wendet sich an Männer in der Mitte des Lebens und mit einem gewissen Bildungsstand. Sollte es zur Jugendbildung gedacht sein, dann stellt es den Jugendlichen die Pflichten des Erwachsenen vor Augen.
Trau nicht dem Volk. Wetterwendisch ist die Masse (V. 95)
Im Unterschied zu anderen Weisheitsdichtungen, besonders der spekulativen Weisheit, wird das Gedicht dominiert vom Mahnspruch, der vielfach aus Imperativ und begründendem Indikativ besteht.
Zerquäle nicht deine Leber wegen vergänglicher Übel.
Nimmer kann ja, was geschah, ungeschehen werden (V. 55–56)
Die Abfolge der Sprüche des Gedichtes V. 3–227 ist nach Art der weisheitlichen Spruchliteratur scheinbar ungegliedert und enthält überwiegend einversige, aber auch zwei- und mehrversige Sprüche (Sentenzen, Maximen). Man soll sie einzeln wahrnehmen und sein ethisches Wollen daran schulen. Eine übergreifende Lehre kommt nur indirekt in den Blick. Wie sie vorzustellen wäre, kommt in Stichworten der griechischen Vier-Tugenden-Lehre, in der Interpretation der Gerechtigkeit als Fürsorge für Unterprivilegierte, im Erfordernis von Weisheit für Führungspositionen und gesittetes Verhalten und in Maximen zur Vermeidung sexueller „Unreinheit“ (Verletzung von Sexualtabus) zum Ausdruck.

### Sinnabschnitte
Die Sinnabschnitte, die zu beobachten sind, beginnen meist mit einem konkreten, lebenspraktischen Imperativ.
Niemals sollst du ungebildete Leute Recht sprechen lassen. (V. 86)
(V.86–90 Thema: Gerichtswesen)
Zermürb dir nicht fruchtlos, am Feuer dasitzend, das liebe Herz. (V. 97)
(V.97–115 Thema: Trauer – Tod – Unsterblichkeit)
Bleibe nicht ehelos, damit du nicht schließlich namenlos vergehst. (V. 175)
(V.175–206 Thema: Sexualität, Ehe und Familie)

### Thematische Blöcke
Inhaltlich erkennbar sind außer dem Prolog (V. 1–2), der den (angeblichen) Dichter und seine Absicht nennt, und dem Epilog mit einem Resümee (V. 228–230) fünf besondere Mahnungsblöcke.
Die Eröffnung (V. 3–8), die den Zehn Geboten nachgebildet scheint, schlägt den Ton der kommenden Ermahnungen an. Auf die Themen der „Zweiten Tafel“ (V. 3–7) mit Ehebruch, Blutvergießen, Stehlen und Lügen, die umformuliert und zeitgemäß ergänzt werden, folgt die „Erste Tafel“ mit der Ehre Gottes und der Eltern. Alle Gebote werden später wieder aufgegriffen, so z. B. in V. 32–34.
Gürte das Schwert – nicht zum Töten, sondern zum Wehren.
Ach daß du es nie gebrauchtest, weder ungesetzlich, noch mit Recht!
Denn auch wenn du einen Feind tötest, befleckst du deine Hand.
Mit „Trauer, Tod und Unsterblichkeit“ lässt sich die themenreiche und interessante Folge V. 97–121 bezeichnen. Sie hat der religionsgeschichtlichen Forschung Probleme gestellt.
Mit dem Preis des „guten Wortes“ und der „Weisheit“ (V. 122–131) setzt der Autor Maßstäbe für gesellschaftliche Führungsämter und betont zugleich die Würde seines eigenen dichterischen Bemühens.
Ländereien und Städte und Schiffe: Weisheit regiert sie. (V. 130–131)
Die Empfehlung fleißiger Handarbeit (V. 153–174) – nach Bernays wohl der schönste Teil des Gedichtes – nimmt provokativ zu der verbreiteten Verachtung der Handarbeit Stellung – ganz im Sinne kynischer Philosophie und jüdischer Moral.
Der letzte und größte Mahnungsblock V. 175–227 hat als „Haustafel“, d. h. als tabellarische Auflistung der Pflichten der Hausgenossen, besonderes Interesse der Neutestamentler gefunden (vgl. z. B. Kol 3,18–4,1).

## Jüdische Identität des Autors?
Der Autor enthält sich aller Werbung für das Judentum und aller apologetischen Verteidigung des vielfach angegriffenen Judentums. Sabbatgebot, Beschneidung und jüdische Riten werden nicht erwähnt. Auffällig ist ein gewisses Tändeln mit Namen polytheistischer Götter neben einem durchgehend monotheistischen Grundton. Die Verschmelzung jüdischer Normen mit griechischer Redeweise ist so weitreichend, dass Zweifel an seinem Interesse, ein Jude zu sein, aufkamen. In der Fachwelt werden drei Positionen in dieser Frage vertreten.
- Pseudo-Phokylides war ein assimilierter Jude, dem es genügte, zwischen seinem jüdischen Erbe und der griechischen Bildungswelt eine Harmonie zu erkennen und zu vertreten.
- Er wollte seine Mitjuden (besonders die Jugend) dazu anleiten, griechische Tugendlehre und Mysteriensprache (v.229) zur Vertiefung des eigenen Ethos und zum Ausgleich mit der griechischen Bildungswelt zu nutzen.
- Er schätzte die Tora als höchste Weisheit und wollte ihre Inhalte so viel wie möglich – im Rahmen allgemein gepflegter Weisheitslehre – nichtjüdischen Lesern nahebringen, ohne dass diese ihn als Juden erkennen konnten.